# Българска сбирка (журнал)
Българска сбирка (болг. Българска сбирка) — болгарський щомісячний літературний журнал, в якому друкувалися Іван Вазов, Пенчо Славейков, Димчо Дебелянов, Стоян Михайловський та інші класики болгарської літератури. Випускався в Софії та Пловдиві в період 1894–1915, з перервою на 1913. З 1899 виходив двічі на місяць.
Журналі друкував фантастику, літературну критику, соціальні і політичні статті, мемуари, повідомлення про культурне життя в Болгарії. Журнал підтримував Народну партію Болгарії.

### Редактори
- Стефан Бобчев
- Михаїл Маджаров

### Інші працівники
- Іван Вазов
- Константин Велічков
- Нікола Ракітін
- Пенчо Славейков
- Стоян Михайловський
- Цанко Церковський
- Кирил Христов
- Георгій Стаматов
- Димчо Дебелянов
- Петко Тодоров

У 1899 році в журналі вперше була опублікована розповідь Івана Вазова болг. «Една българка» спершу під назвою болг. «Челопешката гора».